# Wiesenberg
Pour l’article ayant un titre homophone, voir Wisenberg.
Wiesenberg est une localité suisse située dans le canton de Nidwald.

## Géographie
Wiesenberg s’étend sur le long du flanc est du Stanserhorn à une altitude comprise entre 1 000 et 1 500 mètres. Des ruisseaux fragment le haut plateau de manière prononcée.

## Démographie
La population résidente permanente est composée d’environ 90 personnes, dont la plupart sont actives dans la branche agricole.

## Économie
L'économie du village est basée sur le lait, la fabrication de fromage ainsi que le tourisme.

## Transports
Wiesenberg est accessible par les téléphériques de Dallenwil-Wiesenberg et de Dallenwil-Wirzweli à partir du Wirzweli. En outre, la Wiesenbergstrasse, une route publique à une seule voie étroite, qui n’est ouvert que hors des mois d’hiver, relie Wiesenberg avec Dallenwil et, à travers le passage d’Ächerli, pour Kerns dans le canton d'Obwald.